# Anch-taui
Anch-taui (übersetzt „Leben der Beiden Länder“) ist ein altägyptisches Toponym, das ursprünglich eine nicht näher lokalisierbare Kultstätte im Raum von Memphis bezeichnete. Daneben diente es zeitweise auch als Synonym für das gesamte Stadtgebiet und den Nekropolenbereich von Sakkara und Abusir.
Der Name ist im Alten Reich zunächst als Kultort einer nicht näher bestimmbaren Löwengöttin belegt. Neben Sachmet und Schesemtet als mögliche Kandidatinnen kommt vor allem Bastet in Frage, von der ein geweihter Katzenfriedhof in der Nähe der Teti-Pyramide in Sakkara entdeckt wurde.
Ein sehr früher Bezug existiert zum Gott Ptah, der in dem Kultort seit dem Mittleren Reich als „Herr von Anch-taui“ zusammen mit anderen Nekropolgottheiten verehrt wurde. Der Kult weitete sich auf die Nebenformen Ptah-Sokar, Ptah-Sokar-Osiris und schließlich Osiris aus. Seit dem Neuen Reich ist daneben eine Verehrung der Göttin Isis nachweisbar.